# Zalesie (rejon wołożyński)
Zalesie (biał. Залессе; ros. Залесье) – wieś na Białorusi, w obwodzie mińskim, w rejonie wołożyńskim, w sielsowiecie Raków.

## Historia
W czasach zaborów dwie wsie, okolica szlachecka i folwark w gminie Raków, w powiecie mińskim, w guberni mińskiej Imperium Rosyjskiego. W 1866 roku folwark należał do Trąbeckich, w okolicy zamieszkiwali Lipscy, Romanowcy, Bujwidowie i Widawscy
W latach 1921–1945 wieś majątek i osada leżały (w 1921 roku wymieniono okolicę Zalesie, folwark i wieś Zalesie I, folwark i wieś Zalesie II) w Polsce, w województwie wileńskim, w powiecie stołpeckim, a od 1927 w powiecie mołodeckim, w gminie Raków.
Według Powszechnego Spisu Ludności z 1921 roku zamieszkiwały:
- wieś Zalesie I i II – 208 osób, 39 było wyznania rzymskokatolickiego a 169 prawosławnego. Jednocześnie 201 mieszkańców zadeklarowało polską a 7 białoruską przynależność narodową. Było tu 37 budynków mieszkalnych[4]. W 1931 w 30 domach zamieszkiwały 173 osoby[5].
- majątek (wcześniej folwark Zalesie I i II) – 44 osoby, 19 było wyznania rzymskokatolickiego a 69 prawosławnego. Jednocześnie 21 mieszkańców zadeklarowało polską a 67 białoruską przynależność narodową. Było tu 7 budynków mieszkalnych[4]. W 1931 w 1 domu zamieszkiwało 10 osób[5].
- okolicę szlachecką następnie osadę – 64 osoby, 48 było wyznania rzymskokatolickiego a 16 prawosławnego. Jednocześnie wszyscy mieszkańcy zadeklarowali polską przynależność narodową. Było tu 9 budynków mieszkalnych[4]. W 1931 w 12 domach zamieszkiwało 66 osób[5].

Wierni należeli do parafii rzymskokatolickiej i prawosławnej w Dubrowej. Miejscowość podlegała pod Sąd Grodzki w Rakowie i Okręgowy w Wilnie; właściwy urząd pocztowy mieścił się w Rakowie.
W wyniku napaści ZSRR na Polskę we wrześniu 1939 miejscowość znalazła się pod okupacją sowiecką. 2 listopada została włączona do Białoruskiej SRR. Od czerwca 1941 roku pod okupacją niemiecką. W 1944 miejscowość została ponownie zajęta przez wojska sowieckie i włączona do Białoruskiej SRR.
Od 1991 w składzie niepodległej Białorusi.